# Gottlob Ernst Schulze

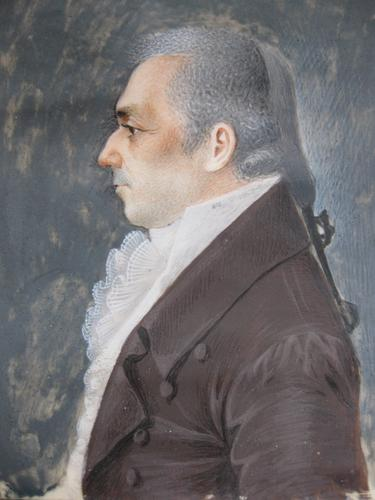
Mögliches Porträt von Gottlob Ernst Schulze (1761–1833).

Gottlob Ernst Schulze, bekannter als Aenesidemus-Schulze oder nur Aenesidemus, (* 23. August 1761 in Heldrungen; † 14. Januar 1833 in Göttingen) war ein deutscher Philosoph.

## Biografie
Gottlob Ernst Schulze wurde am 23. August 1761 als Sohn des Verwalters auf Schloss Heldrungen in Thüringen geboren. Er besuchte von 1774 bis 1780 die berühmte Sächsische Landesschule Pforta bei Naumburg an der Saale und begann 1780 ein Studium der Theologie, Logik und Metaphysik an der Universität Wittenberg. 1783 wurde er Magister der Philosophie und Dozent in Wittenberg. Der erste Band seines Werkes Grundriß der philosophischen Wissenschaften erschien im Jahre 1788 und verschaffte ihm einen Ruf als ordentlicher Professor der Philosophie an die Universität Helmstedt. Hier war er über 20 Jahre lang tätig, und hier hat er seine wesentlichen Schriften verfasst. 1810 wurde die Universität aufgelöst und mit der Universität Göttingen verbunden.
In Göttingen war Schulze weitere zweiundzwanzig Jahre hindurch als Professor tätig. Zu seinen Schülern zählte u. a. Arthur Schopenhauer, der in Göttingen zunächst Medizin studierte. Dieser hörte bei ihm sein erstes philosophisches Kollegium über Psychologie und Metaphysik. Über den Einfluss des Lehrers auf den Schüler berichtet Wilhelm von Gwinner, dass es Schulze war, der Schopenhauer „zuerst über seinen Beruf aufklärte und dadurch veranlaßte, von nun an alle seine Studien für den Dienst der Königin der Wissenschaften einzurichten“ (Schopenhauers Leben, 1910, S. 62). Schulze gilt als bedeutender Skeptiker seiner Zeit und als einer der scharfsinnigsten Kritiker Immanuel Kants: Dieser spricht von dem uns unbekannten Ding an sich und bezieht sich dabei auf die Kategorie der Kausalität; da aber die Kausalität als bloße subjektive Denkform nach Kant selbst nur auf die Phänomene (bzw. Vorstellungen), nicht aber auf die Dinge an sich angewandt werden kann, können Dinge keine Vorstellungen  bewirken. Schulze führt dies in seiner 1792 anonym erschienenen Schrift Aenesidemus an (S. 128–129, 263–264 und 304–306); Schopenhauer wiederholt diese Kritik. Der Aenesidemus (benannt nach  Ainesidemos, einem pyrrhonischen Skeptiker und wahrscheinlich Zeitgenossen Ciceros) kritisiert aber vor allem (vernichtend) Karl Leonhard Reinholds Elementarphilosophie. Durch diese Demontage Reinholds und die Kritik an Kant verwirrt und verunsichert, sah sich Johann Gottlieb Fichte veranlasst, seine Wissenschaftslehre zu entwickeln, um der Philosophie so zu einem seiner Ansicht nach noch fehlenden Fundament als Wissenschaft zu verhelfen. Schulzes Skeptizismus hat also nicht unmaßgeblich zur Entstehung des sogenannten ‘Deutschen Idealismus’ beigetragen. In die Diskussionen, die sein Aenesidemus ausgelöst hat, hat er sich kaum eingemischt, später die Bedeutung der Skepsis abgeschwächt und sich – vor allem mit seinem „natürlichen Realismus“ – in erkenntnistheoretischer Hinsicht der sog. Glaubensphilosophie Friedrich Heinrich Jacobis angenähert.
Schulze beeinflusste auch Johann Friedrich Herbart und Jakob Friedrich Fries. Gestorben ist er am 14. Januar 1833 in Göttingen. Sein Enkel Ernst Schulze wurde in Bovenden bei Göttingen geboren und war über 40 Jahre Professor für Agrikultur-Chemie in Zürich.

## Werke (Auswahl)
- Grundriß der philosophischen Wissenschaften, Wittenberg und Zerbst 1788 (Bd. 1) und 1790 (Bd. 2).
- Aenesidemus oder über die Fundamente der von dem Herrn Professor Reinhold in Jena gelieferten Elementar-Philosophie. Nebst einer Vertheidigung des Skepticismus gegen die Anmassungen der Vernunftkritik, ohne Ort 1792.
- Kritik der theoretischen Philosophie, 2 Bände, Hamburg 1801.
- Grundsätze der allgemeinen Logik, Helmstedt 1802.
- Encyclopädie der philosophischen Wissenschaften zum Gebrauche für seine Vorlesungen, Göttingen 1814.
- Psychische Anthropologie, 2 Bände, Göttingen 1816.
- Philosophische Tugendlehre, Göttingen 1817.
- Über die menschliche Erkenntnis, Göttingen 1832.